# 克拉克冰川 (維多利亞地)
克拉克冰川（英語：Clarke Glacier），是南極洲的冰川，位於維多利亞地，處於萊萬多夫斯基角以北，全長5英里，由英國探險隊發現和命名，現時由南極條約體系管理。